# Шикоку
Шикоку је најмање од четири главна острва Јапана. Налази се јужно од острва Хоншу и источно од острва Кјушу, између Унутрашњег мора (Inland Sea) и Пацифичког океана. Шикоку је 225 километра дуг и између 50 и 150 километра широк. Значајно је зарастао у шуме, а рељеф је планински. Највиши врх је планина Ишизучи (1 982). Главни производи острва су воће, пиринач, дуван и соја. Најзначајније индустријске гране су риболов, дрвна индустрија, и производња папира. Најзначајнији градови су Мацујама и Такамацу. Површина је 18 800 km², а број становника (1990) 4 195 000.
Шикокуова древна имена обухватају Ијо-но-футана-шима (伊予之二名島), Ијо-шима (伊予島), и Футана-шима (二名島), а његово садашње име се односи на четири некадашње провинције које су чиниле острво: Ава, Тоса, Сануки и Ијо.

## Географија
Острво Шикоку, које обухвата Шикоку и околна острва, простире се на око 18.800 km2 (7.259 sq mi) и састоји се од четири префектуре: Ехиме, Кагава, Кочи и Токушима. Преко унутрашњег мора Сето налазе се префектуре Вакајама, Осака, Хјого, Окајама, Хирошима и Јамагучи на Хоншуу. На западу се налазе префектуре Оита и Мијазаки на Кјушу.
Шикоку је рангиран као 50. највеће острво по површини на свету. Поред тога, рангирано је као 23. најнасељеније острво на свету, са густином насељености од 193 становника по квадратном километру (500/sq mi).
Планине које се протежу на исток и запад деле Шикоку на уски северни подрегион, који излази на унутрашње море Сето, и јужни део окренут према Тихом океану. Врста Hydrangea hirta може се наћи у овим планинским ланцима. Већина од 3,8 милиона становника живи на северу, а сви осим једног од ретких већих градова на острву налазе се тамо. Планина Ишизучи (石鎚山) у Ехимеу на 1.982 m (6.503 ft) је највиша планина на острву. Индустрија је умерено добро развијена и обухвата прераду руда из важног рудника бакра Беши. Земљиште се интензивно користи. Широке алувијалне површине, посебно у источном делу зоне, засађене су пиринчем, а затим се сеје као други усев озима пшеница и јечам. Воће се узгаја широм северне области у великој мери, укључујући агруме, персимоне, брескве и грожђе. Због производње пшенице, Сануки удон (讃岐うどん) је постао важан део исхране у префектури Кагава (бивша провинција Сануки) у едо периоду.
Већа јужна област Шикокуа је планинска и ретко насељена. Једина значајна низија је мала алувијална равница у Кочију, главном граду префектуре. Благе зиме у овој области стимулисале су неке баштенске фарме, специјализоване за узгој поврћа ван сезоне под пластичним покривачем. У јужном подручју годишње се могу узгајати два усева пиринча. Индустрија целулозе и папира искористила је богатство шума и хидроелектрана.
Главна река у Шикоку је река Јошино. Протеже се 196 km (121,8 mi) од свог извора близу планине Ишизучи, тече у основи од запада ка истоку преко северних граница префектура Кочи и Токушима, достижући море у граду Токушима. Јошино је позната по најбољем рафтингу у Јапану, са излетима дуж одсека реке Обоке Кобоке.
Шикоку има четири важна рта: Гамода у Анану, Токушима на најисточнијој тачки острва, Сада у Икати, Ехиме на најзападнијој тачки. Мурото у Муроту, Кочи и Ашизури, јужни крај Шикокуа, у Тосашимизу, Кочи, излазе у Тихи океан. Најсевернија тачка острва је у Такамацуу.
За разлику од остала три главна острва у Јапану, Шикоку нема активних вулкана и највеће је јапанско острво коме они потпуно недостају. Али Шикоку јесте искусио вулканску активност у далекој праисторијској прошлости; велика вулканска калдера у области планине Ишизучи била је активна током миоцена пре око 14 милиона година.
- Планина Ишизучи је највиша планина у Шикокуу
- Рт Ашизури је на најјужнијем крају Шикокуа
- Река Шиманто
- Сето унутрашње море

## Population
Shikoku has a total population of 3,630,320 in 2022. The largest city is Matsuyama (population: 507,137) and is the capital of Ehime Prefecture. Shikoku is the main island with the third largest population density, at 193/km2 (500/sq mi).
Per Japanese census data, and, Shikoku region's peak population was at 1950 and has had negative population growth from 1950 to 1970 and 1990 onward.

## Литератра
- Sella, Giovanni F.; Dixon, Timothy H.; Mao, Ailin (2002). „REVEL: A model for Recent plate velocities from space geodesy”. Journal of Geophysical Research: Solid Earth. 107 (B4): ETG 11—1—ETG 11—30. Bibcode:2002JGRB..107.2081S. ISSN 0148-0227. doi:10.1029/2000jb000033.
- „Recount with digital map leads to doubling of listed Japanese islands”. Japan Times. 15. 2. 2023. Архивирано из оригинала 15. 2. 2023. г.
- „Forest area”. The World Bank Group. Приступљено 2015-10-11.
- „【お知らせ】令和3年全国都道府県市区町村別面積調（7月1日時点）, Reiwa 3rd year National area of each prefecture municipality (as of July 1)” (на језику: јапански). Geospatial Information Authority of Japan. 23. 3. 2022. Архивирано из оригинала 9. 4. 2022. г. Приступљено 15. 10. 2021.
- „土地総合情報ライブラリー 平成16年土地の動向に関する年次報告 第2章 土地に関する動向” (PDF) (на језику: јапански). 国土交通省. Архивирано (PDF) из оригинала 2013-01-20. г. Приступљено 2007-02-17.
- Dolan, Ronald E.; Worden, Robert L., ур. (1992). Japan: a country study (5th изд.). Washington, D.C.: Federal Research Division, Library of Congress. стр. 72—84. ISBN 0-8444-0731-3. OCLC 24247433.
- „Hokkaido's Business Environment”. Trade and Economic Exchange Group, Commerce and Economic Exchange Division, Department of Economic Affairs, Hokkaido Government. Архивирано из оригинала 2010-07-21. г. Приступљено 2008-12-05.
- Tabata, Ryoichi; Kakioka, Ryo; Tominaga, Koji; Komiya, Takefumi; Watanabe, Katsutoshi (2016). „Phylogeny and historical demography of endemic fishes in Lake Biwa: The ancient lake as a promoter of evolution and diversification of freshwater fishes in western Japan”. Ecology and Evolution. 6 (8): 2601—2623. PMC 4798153 . PMID 27066244. doi:10.1002/ece3.2070.
- Murray, N.J.; Phinn, S.R.; DeWitt, M.; Ferrari, R.; Johnston, R.; Lyons, M.B.; Clinton, N.; Thau, D.; Fuller, R.A. (2019). „The global distribution and trajectory of tidal flats”. Nature. 565 (7738): 222—225. PMID 30568300. S2CID 56481043. doi:10.1038/s41586-018-0805-8.
- Barnes, Gina L. (2003). „Origins of the Japanese Islands: The New "Big Picture"” (PDF). University of Durham. Архивирано из оригинала (PDF) 28. 4. 2011. г. Приступљено 11. 8. 2009.
- Tamaki, Kensaku; Honza, Eiichi (20. 10. 1985). „Incipient subduction and deduction along the eastern margin of the Japan Sea”. Tectonophysics. 119 (1–4): 381—406. Bibcode:1985Tectp.119..381T. doi:10.1016/0040-1951(85)90047-2. Приступљено 20. 6. 2022.
- Martínez-López, M.R., Mendoza, C. (2016). „Acoplamiento sismogénico en la zona de subducción de Michoacán-Colima-Jalisco,México”. Boletín de la Sociedad Geológica Mexicana (на језику: шпански). 68 (2): 199—214. doi:10.18268/BSGM2016v68n2a3 .
- „Orogenese”. Store norske leksikon (на језику: норвешки). 14. 2. 2009. Приступљено 2. 7. 2014.
- „Yurie SAWAHATA, Makoto Okada, Jun Hosoi, Kazuo Amano, "Paleomagnetic study of Neogene sediments in strike-slip basins along the Tanakura Fault”. confit.atlas.jp. Приступљено 16. 7. 2017.
- „中央構造線” [Japan Median Tectonic Line (MTL)]. Dijitaru Daijisen (на језику: јапански). Tokyo: Shogakukan. 2012. OCLC 56431036. Архивирано из оригинала 2007-08-25. г. Приступљено 2012-09-21.
- „中央構造線” [Japan Median Tectonic Line]. Nihon Daihyakka Zensho (Nipponika) (на језику: јапански). Tokyo: Shogakukan. 2012. OCLC 153301537. Архивирано из оригинала 2007-08-25. г. Приступљено 2012-09-21.
- O'Hara, Design by J. Morton, V. Ferrini, and S. „GMRT Overview”. www.gmrt.org. Приступљено 2018-05-27.
- „Locator map”. Expedition to the Mariana forearc. School of Ocean and Earth Science and Technology at the University of Hawaii.
- „Deep current structure above the Izu-Ogasawara Trench”. Архивирано из оригинала 2012-03-01. г. Приступљено 2018-10-01.
- „Crustal structure of the ocean-island arc transition at the mid Izu–Ogasawara (Bonin) arc margin” (PDF). Earth, Planets and Space. Архивирано из оригинала (PDF) 29. 10. 2017. г. Приступљено 2. 10. 2018.
- Gill, J.B. (1982). „Andesites: Orogenic andesites and related rocks”. Geochimica et Cosmochimica Acta. 46 (12): 2688. ISSN 0016-7037. doi:10.1016/0016-7037(82)90392-1.
- Pearce, J; Peate, D (1995). „Tectonic Implications of the Composition of Volcanic ARC Magmas”. Annual Review of Earth and Planetary Sciences. 23 (1): 251—285. Bibcode:1995AREPS..23..251P. doi:10.1146/annurev.ea.23.050195.001343.
- „Geologic Province and Thermo-Tectonic Age Maps”. Earthquake Hazards Program. United States Geological Survey. Архивирано из оригинала 7. 6. 2014. г. Приступљено 6. 6. 2014.